# Далекоизточни тритони
Далекоизточните тритони (Onychodactylus) са род земноводни от семейство Азиатски тритони (Hynobiidae).
Таксонът е описан за пръв път от швейцарския естественик Йохан Якоб фон Чуди през 1838 година.

## Видове
- Onychodactylus fischeri – Усурийски ноктест тритон
- Onychodactylus fuscus
- Onychodactylus intermedius
- Onychodactylus japonicus – Японски тритон
- Onychodactylus kinneburi
- Onychodactylus koreanus
- Onychodactylus nipponoborealis
- Onychodactylus pyrrhonotus
- Onychodactylus tsukubaensis
- Onychodactylus zhangyapingi
- Onychodactylus zhaoermii